# Oecetis parallela
Oecetis parallela är en nattsländeart som beskrevs av Wells 2000. Oecetis parallela ingår i släktet Oecetis och familjen långhornssländor. Inga underarter finns listade i Catalogue of Life.